# Paul Georgescu
Paul Georgescu (n. 7 noiembrie 1923, Țăndărei – d. 15 octombrie 1989, București) a fost om de litere,  critic literar, eseist, jurnalist, romancier și scriitor român.
Paul Georgescu a fost redactorul-șef al „vechii” Gazete literare, numerele dintre 1954 și 1968 ale revistei România literară, calitate în care a practicat critica literară de încurajare, susținând debutul literar al lui Nichita Stănescu, spre exemplu.

## Distincții
- Medalia „A cincea aniversare a Republicii Populare Române” (24 decembrie 1952) „pentru lupta și munca duse în vederea făuririi, consolidării și prosperării Republicii Populare Române”[4]
- Ordinul Muncii clasa a III-a (21 august 1954) „pentru merite deosebite pe tărîmul construcției de stat, economice, sociale și culturale, cu ocazia celei de a zecea aniversări a eliberării patriei noastre”[5]
- Ordinul „23 August” clasa a IV-a (12 august 1959) „pentru activitate rodnică în dezvoltarea științei și culturii din Republica Populară Romînă”[6]
- Medalia „40 de ani de la înființarea Partidului Comunist din Romînia” (6 mai 1961) „pentru activitate îndelungată în mișcarea muncitorească și merite în opera de construire a socialismului”[7]

## Scrieri
- 1964 – Păreri literare - Editura pentru Literatură
- 1967 – Polivalența necesară; asociații și disociații, Editura pentru Literatură
- 1967 – Vârstele tinereții
- 1968 – Coborând
- 1973 – Printre cărți, Editura Eminescu
- 1973 – 3 nuvele
- 1975 – Înainte de tăcere
- 1976 – Doctorul Poenaru, Editura Eminescu
- 1977 – Revelionul, Editura Eminescu
- 1978 – Volume, Cartea Românească
- 1980 – Vara baroc, Editura Eminescu
- 1982 – Solstițiu tulburat, Editura Eminescu
- 1983 – Siesta, Editura Eminescu
- 1984 – Mai mult ca perfectul, Editura Eminescu
- 1986 – Natura lucrurilor, Editura Eminescu
- 1987 – Pontice, Editura Cartea Românească
- 1988 – Geamlîc, Cartea Românească
- 1990 – Între timp, Cartea Românească